# Bragasellus incurvatus
Bragasellus incurvatus és una espècie de crustaci isòpode pertanyent a la família dels asèl·lids.

## Distribució geogràfica
Es troba a l'Estat espanyol i Portugal a la península Ibèrica.